# Saint-Martin-la-Plaine

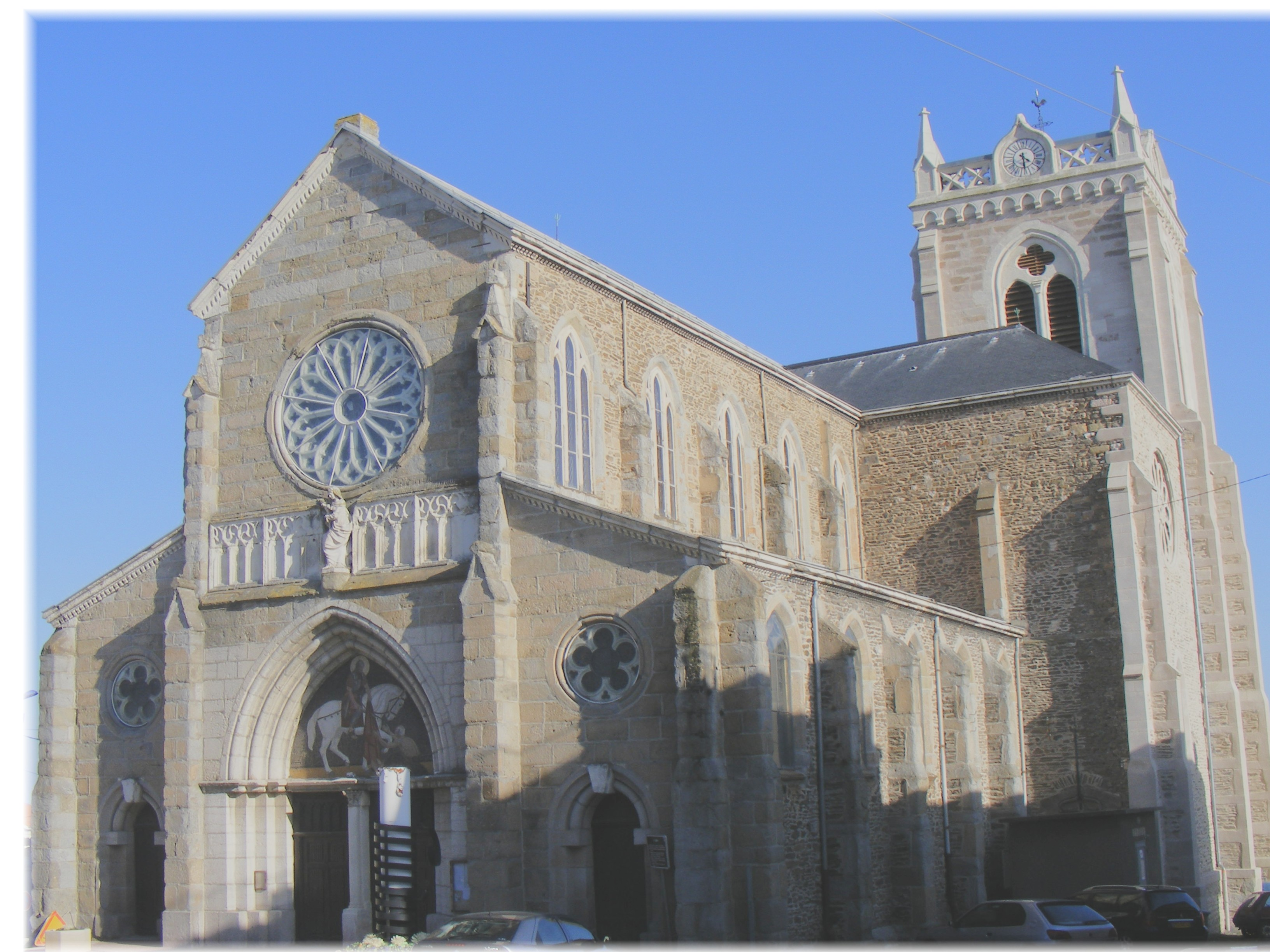
Kościół w Saint-Martin-la-Plaine, 2008

Saint-Martin-la-Plaine – miejscowość i gmina we Francji, w regionie Owernia-Rodan-Alpy, w departamencie Loara.
Według danych na rok 1990 gminę zamieszkiwało 3168 osób, a gęstość zaludnienia wynosiła 327 osób/km² (wśród 2880 gmin regionu Rodan-Alpy Saint-Martin-la-Plaine plasuje się na 275. miejscu pod względem liczby ludności, natomiast pod względem powierzchni na miejscu 1145.).